# Rama (swami)
Rama, swami Rama (ur. 1925, zm. 1996) – indyjski jogin, swami, autor wielu książek na temat jogi, zdrowia, medytacji, nauczyciel duchowych tradycji hinduizmu.

## Życiorys
Swami Rama urodził się w 1925 roku, w północnych Indiach. Od prawie najwcześniejszych lat wychowywany był przez swojego mistrza duchowego - jogina z Bengalu. Przynależał do Zakonu swamich (Dasanami) tradycji Bharati, nazwę której tak objaśnia: Bharati -ten, kto jest kochankiem wiedzy. W młodości podróżował dużo po Himalajach, gdzie spotykał się z wieloma świętymi i filozofami (głównie hinduistycznymi), między innymi z takimi jak Mahatma Gandhi, Anandamaji Ma, Rabindranath Tagore, Ramana Mahariszi czy Śri Aurobindo Ghosh.
Swami Rama otrzymał wykształcenie wyższe na kilku indyjskich uniwersytetach oraz na Oksfordzie. W 1949 roku objął stanowisko Śankaraćarji (najwyższe kapłańskie stanowisko hinduizmu) w Karvirpitham, w północnych Indiach. Jako Śaknkaraćarja dokonał wielu reform w rytuałach hinduistycznych – między innymi umożliwił kobietom naukę medytacji oraz udostępnił mandiry dla wszystkich osób, niezależnie od pozycji społecznej. W 1952 roku zrzekł się jednak tego stanowiska i wrócił do Himalajów, gdzie praktykował medytację.
Po zakończeniu praktyk medytacyjnych, poznał również różnorodne techniki medytacji, wschodnią i zachodnią filozofię oraz wyjechał na Zachód, gdzie przez pewien czas pracował i nauczał filozofii indyjskiej.
Później wrócił do Indii i założył tam aśram w Riszikesz.
W 1969 roku ponownie pojechał do USA, aby nauczać tam wschodniej wiedzy duchowej. Założył tam również Międzynarodowy Himalajski Instytut Jogi i Filozofii.
Zmarł, co w przypadku jogina i guru zarazem, oznacza wejście w mahasamadhi, w 1996 roku.